# Jitzchak Kohen

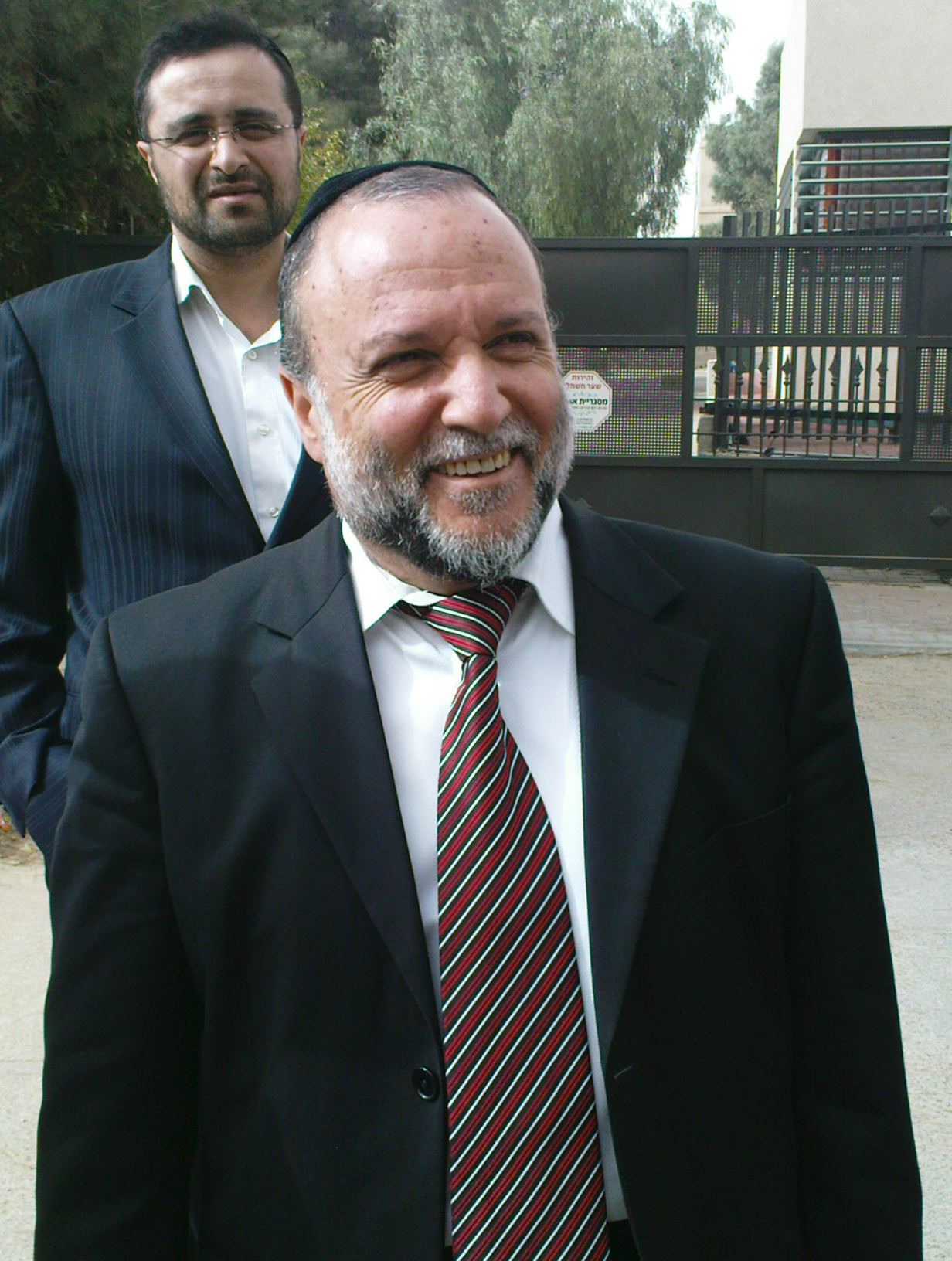
Jitzchak Kohen

Jitzchak Kohen; (hebräisch יִצְחָק כֹּהֵן‎; * 2. Dezember 1951 in Aschkelon) ist ein israelischer Politiker. Er war von 1996 bis 2018 und von 2019 bis 2021 als Knessetmitglied für die sephardisch-ultra-orthodoxe Schas-Partei tätig. Zudem war er Religionsminister und auch stellvertretender Finanzminister.

## Leben
Jitzchak Kohen war Gemeinderatsmitglied und Vizebürgermeister der Stadt Aschkelon.
Er war Generalsekretär der El HaMa'ajan (hebräisch אֶל המַעְיָן), einer Bildungseinrichtung der Schas, und erhielt erstmals 1996 einen Sitz in der Knesset. Als Abgeordneter war Kohen im Finanzkomitee, im Komitee für Arbeit und Sozialfürsorge, im Komitee für Gastarbeiter und Auslandsangelegenheiten und im Verteidigungskomitee, im Gemeinschaftskomitee für das Verteidigungsbudget sowie im Spezialkomitee für die Themen Verfassung, Gesetz und Justiz tätig.
Kohen ist auch Mitglied des Knesset-Forums in Sachen Lobby Mittlerer Osten und Lobby der Einwanderer aus Äthiopien. Er war Religionsminister vom 6. Juli 1999 bis zum 11. Juli 2000 und vom 14. Januar 2008 bis zum 31. März 2009. Des Weiteren war Kohen stellvertretender Finanzminister vom 2. Mai 2001 bis zum 20. Mai 2002, vom 3. Juni 2002 bis zum 28. Februar 2003 und vom 1. April 2009 bis zum 18. März 2013. 
2007 kritisierte er den US-Bericht, dass der Iran im Jahr 2003 sein Nuklearprogramm beendet hätte. Er meinte, dass der Bericht „von jemand angeordnet worden sei, der den Dialog mit Teheran wünsche“. Er verglich dies mit den US-Geheimdienstberichten in der Zeit des Zweiten Weltkriegs, wonach die Züge, die in die Konzentrationslager fuhren, angeblich für Industrietransporte benutzt würden. 2009 drohte er in einem Interview mit dem Nachrichtenmagazin Der Spiegel damit, die diplomatischen Beziehungen mit dem Vatikan wegen der Kontroverse um Richard Williamson abzubrechen.
Im Februar 2021 gab Kohen bekannt, bei den Wahlen im März 2021 nicht erneut anzutreten und sich aus der Politik zurückzuziehen.
Kohen wohnt in Aschkelon, ist verheiratet und hat zehn Kinder. Er wurde an einer Talmudhochschule ausgebildet und spricht Ivrith, Englisch und Arabisch.